# Anisacate tigrinum
Anisacate tigrinum is een spinnensoort uit de familie Macrobunidae. De wetenschappelijke naam van de soort werd voor het eerst geldig gepubliceerd in 1941 door Cândido Firmino de Mello-Leitão.
De soort komt voor in Argentinië.